# Tetraglenes intermedia
Tetraglenes intermedia là một loài bọ cánh cứng trong họ Cerambycidae.